# Cigró d'Oristà

El cigró pràcticament només s'ha conreat al municipi d'Oristà aquí ressaltat en un mapa d'Osona

El cigró d'Oristà és una varietat de cigró conreada tradicionalment a la zona d'Oristà (Osona i Lluçanès).
Es caracteritza per ser d'una mida més petita del que és normal en les varietats més esteses de cigró. Arrugat i de color pàl·lid, té la pell molt fina i es cou amb rapidesa.
Va estar a punt de desaparèixer, fent-se pràcticament només servir per al consum propi en masies d'Oristà, però darrerament s'ha intentat recuperar venent-lo fora del municipi, amb el suport del Servei de Desenvolupament Rural del Consorci del Lluçanès i el vistiplau de l'Ajuntament d'Oristà, que ho veu una com una manera de promocionar el municipi.